# Vlag van Istrië

Vlag van Istrië (ratio 1:2)

De vlag van Istrië bestaat uit twee horizontale banen lichtblauw en groen met het provinciewapen in het midden. De kleuren komen van het wapen, waar in een oudere versie de bok op groene heuvels stond. De vlag is aangenomen in 1 juli 2002. Een geit als wapen voor Istrië werd door de Doge van Venetië al gebruikt in de 13de eeuw en in de 18de eeuw door Oostenrijk-Hongarije. In de loop van de tijden veranderde de geit (gekenmerkt door een uier) in een bok. De huidige vorm komt uit een publicatie van K. Lind Städte-Wappen von Österreich-Ungarn nebst den Landeswappen und Landesfarben uit 1885.